# Ministère des Postes et Télécommunications (Japon)
Pour les articles homonymes, voir Ministère des Postes et Télécommunications.

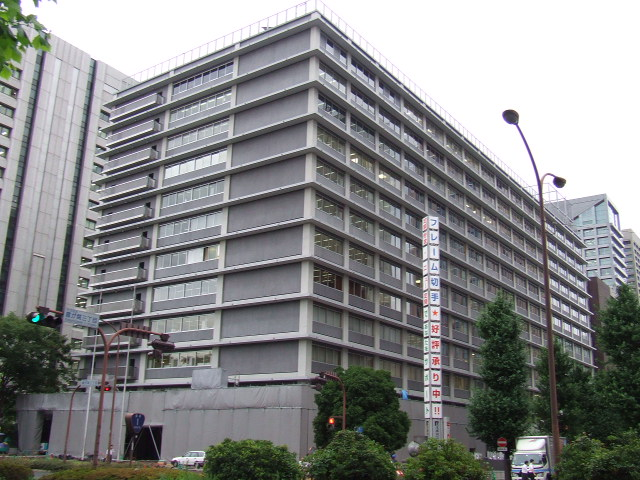
Siège central situé dans l'arrondissement de Chiyoda à Tokyo

Le Ministère des Postes et télécommunications (郵政省, Yūsei-shō) est un ancien ministère du gouvernement japonais. Créé en 1949, ce ministère est fusionné en 2001 avec d'autres ministères pour former le ministère des Affaires intérieures et des Communications.

## Source de la traduction
- « Ministère des Postes et Télécommunications »(Archive.org • Wikiwix • Archive.is • Google • Que faire ?) (en)
- « Ministère des Postes et Télécommunications »(Archive.org • Wikiwix • Archive.is • Google • Que faire ?) (ja)

- (en) Cet article est partiellement ou en totalité issu de l’article de Wikipédia en anglais intitulé « Ministry of Posts and Telecommunications (Japan) » (voir la liste des auteurs).